# Wahlen 1951
◄◄ | ◄ | 1947 | 1948 | 1949 | 1950 | Wahlen 1951 | 1952 | 1953 | 1954 | 1955 | ► | ►►

Weitere Ereignisse
Folgende Wahlen fanden im Jahr 1951 statt:

## Afrika
- Parlamentswahlen in Britisch-Gambia 1951
- Am 8. Februar die Wahlen zur Gesetzgebenden Versammlung der Goldküste 1951 (Ghana)
- Am 17. Juni die Wahl zur französischen Nationalversammlung 1951 in Guinea
- Liberianische Parlamentswahlen, Präsidentschaftswahlen in Liberia[1]
- im November die Parlamentswahl in Sierra Leone 1951
- im April Parlamentswahl in Singapur[2]

## Amerika
- 11. November: Wahl des Parlaments und Direktwahl des Präsidenten in Argentinien, siehe Juan Perón (Präsident von Argentinien 1946–1955)
- 20. Dezember: Parlamentswahl in Antigua und Barbuda[3]

## Asien
- Am 10. April die Wahl der gesetzgebenden Versammlung von Singapur
- Israel:
  - Am 30. Juli Parlamentswahl
  - Am 19. November die Präsidentschaftswahl, Chaim Weizmann wird im Amt bestätigt
- Am 13. November Senatswahl auf den Philippinen
- Ab dem 25. Oktober die Parlamentswahl in Indien 1951–1952

## Australien und Ozeanien
- 28. April Parlamentswahl in Australien 1951

## Europa

### Deutschland
- Am 29. April die Landtagswahl in Rheinland-Pfalz 1951
- Am 6. Mai die Landtagswahl in Niedersachsen 1951
- Am 7. Oktober die Bürgerschaftswahl in Bremen

### Weitere Länder
- Am 6./27. Mai die Wahl des Bundespräsidenten, siehe Wahlergebnisse österreichischer Bundespräsidentenwahlen
- 30. Mai Irische Unterhauswahlen Dáil Éireann[4]
- Am 17. Juni in Parlamentswahl in Frankreich
- Am 2. und 3. Juli die Parlamentswahl in Finnland 1951[5]
- Am 9. September die Parlamentswahl in Griechenland 1951  siehe Griechisches Parlament
- Am 25. Oktober die Britische Unterhauswahl 1951
- Am 28. Oktober: Schweizer Parlamentswahlen
- Parlamentswahl in Malta 1951[6]
- Am 13. Dezember die Bundesratswahl 1951 (Schweiz)